# 永樂多斯
永樂多斯（英语：Yulduz Emiloglu，1950年5月16日—），出身於台灣戰後移民的馬來西亞華文作家，祖籍新疆伊寧，維吾爾族及漢族混血，生於臺灣臺北。1975年到馬來亞留學後定居於當地，曾扮演13集《兩家親》電視劇的女主角。其父親阿不都拉曾任中華民國立法委員，母親為河南人，曾任記者。
曾擔任拉曼大學中文系兼任講師、馬來西亞廣播電台爱FM“思想泉源”節目主持人，也編寫過馬來西亞小學華語課本。現為“永樂教師”院長、兒童文學作家。

## 著作
- 2010年7月，《風雲人物鄭小強》ISBN 978-983-3738-94-6，紅蜻蜓出版社出版
- 2011年5月，《神奇望遠鏡》ISBN 978-967-5439-12-4，紅蜻蜓出版社出版
- 2013年1月，《羽毛》ISBN 978-967-0370-96-5，紅蜻蜓出版社出版
- 2013年11月，《木屋》ISBN 978-967-0564-14-2，紅蜻蜓出版社出版
- 2015年4月，《阿姨要結婚》ISBN 978-967-0564-44-9，紅蜻蜓出版社出版
- 2016年10月，《不一樣的假期》ISBN 978-967-0564-90-6，紅蜻蜓出版社出版
- 2018年5月，《蓝头发女孩》ISBN 978-967-2088-24-0，红蜻蜓出版社出版